# ピース オブ ケイク
『ピース オブ ケイク』は、ジョージ朝倉による日本の漫画作品。
2003年から2008年に、『FEEL YOUNG』（祥伝社）で連載（2003年8月号から2009年1月号）。20代女性の切ない恋模様を描いた作品。単行本全5巻が祥伝社から発売されている。
主に20代・30代女性の支持を集め、累計発行部数は2014年9月時点で43万部となっている。2015年秋に実写版映画（主演は多部未華子）が公開された。

## あらすじ
主人公の梅宮志乃（24歳）は、高圧的な性格の恋人、正樹と性格の不一致などの問題を抱えながらも、流されるまま交際を続けていた。自他共に認める自分本位の性格の正樹は、志乃の服装や振る舞いに不満が多いながらも志乃のことが好きでたまらないと言う。そんな正樹の気持ちが理解しがたい志乃は、言い寄られるまま他のバイト仲間の男性とも交際するうち、正樹との関係は泥沼化していた。
志乃の浮気発覚後、高圧的な態度に転じつつも志乃を諦められないと言う正樹に詫びる気持ちもあり、正樹の命令に従うまま続けていたバイトだったが、ある事件をきっかけに自分の置かれている状況にうんざりした志乃は無断でバイトを辞めてしまう。その夜、意外にも正樹からも別れを切り出され、志乃は納得するもののある種のショックを受ける。
新しい環境で心機一転、仕切りなおしたい！と願う志乃だが、たまたま電話をかけてきた母親の紹介で叔父の経営する木造アパートへ引っ越すことになる。
恋人と別れ新しい土地での生活が始まり、専門学校時代からの友人の天ちゃん（自称、ノンケのオカマ）がバイトしているビデオ店を紹介してもらい、面接に合格した。そこで、偶然にも志乃の部屋の隣に住む店長（京志郎、通称ヒゲ店、30歳）に片思いをする。京志郎には同棲中の彼女あかりがいるが、ある日彼女は京志郎の前から姿を消し、名前や実家の所在地など、全てにおいて嘘を付いていたことが分かる。
京志郎はさみしさのあまり、志乃の部屋に上がってしまい、そのまま付き合うことに…

## 登場人物
梅宮 志乃（うめみや しの）
この物語の主人公。巨乳。高圧的な性格の正樹と付き合っていたが、何故か一方的にフラれる。恋愛では、あまり深く考えないで行動するタイプの様。
正樹と別れ仕事も退職し、実家へ戻ろうとするが、母親に止められ親戚の経営するアパートに引っ越すことになる。偶然にもアパートの隣に住むバイト先の店長、京志郎の事を好きになる。意識し始めてからというもの、その粘着ぶりに京志郎に気持ち悪がられる。が、京志郎のもとからあかりが消えてから付き合い始める。
以前に服飾の専門学校に通い、ファッション関係の仕事を志していたようで、洋裁の技術とセンスはかなりのもの。そのセンスを認められ、個人劇団の衣装担当を務める。飾らない性格と、可愛らしい容姿から結構モテている。京志郎と出会うまでは、好きになってくれた人となんとなく付き合っていたが、京志郎に出会い新しい自分と出会う。
菅原 京志郎（すがはら きょうしろう）
ビデオ屋の店長。短髪とヒゲがトレードマークで、通称「ヒゲ店」（ヒゲ店長の略と思われる）と呼ばれている。30歳独身。謎の美女「あかり」と同棲していた。隣の住人で同じ職場の志乃に片思いされるが、どんな誘惑にも負けず、志乃を避けていた時期がある。しかしあかりの失踪後、寂しさのあまり志乃の部屋に上がり込む。そして後に付き合うことになる。
昔、映画監督になるのが夢だったようで映画を自主制作していた時期がある。それ故、映画にはとても詳しい。
見た目とは裏腹に、かなりお茶目なところがある。店の売上金を金に困っている社員に退職金として渡すなど、かなり熱い男のよう。バーで働く弟がいる。
あかり（小説ペンネーム：渋谷ナオミ）
京志郎と同棲していた元彼女。実家の所在や実年齢など身元が不明。実はあかりという名前も偽名だった。京志郎の弟の紹介で京志郎と一緒に暮らし始めるようになる。小説家を目指している。京志郎以外の人間と関わりを持たず、在宅で出会い系のサクラの仕事をしていた。京志郎はそれを黙認していたようである。京志郎に対してあまり執着していないような言動があったが、本当は隣に住む志乃の事が気になって仕方なかった。ある日急に京志郎の前から姿を消す。数ヶ月後、本名（と思われる）で、小説を出版する。
川谷
ビデオ屋のアルバイト。志乃のことが気に入っているようで、ことあるごとに付きまとう。学生の時から7年付き合っている彼女がいる。
天ちゃん
自称ノンケのオカマ。志乃とは、専門学校時代からの友人。現在はビデオ屋でバイトしながらも、個人劇団にて役者をやっている。川谷のことが好き。
正樹（まさき）
志乃の元彼。自己中心的な性格で、志乃には自分の好みを押し付ける。志乃に対して罵ったりすることがあるがそれも一種の愛情表現のようで、本当はとても愛していた。別れてからも志乃の前に残像として何度も登場する。
ナナコ
志乃の親友。
アントニオ
志乃の親友　ナナコの旦那。そば職人を目指しているが、志乃の劇団に外人役で抜擢される。

## 書誌情報
- ジョージ朝倉『ピース オブ ケイク』祥伝社 〈Feelコミックス〉全5巻（番外編1巻）
  - 1 2004年5月8日発売 ISBN 978-4-3967-6332-9
  - 2 2005年5月20日発売 ISBN 978-4-3967-6359-6
  - 3 2006年7月7日発売 ISBN 978-4-3967-6382-4
  - 4 2007年3月7日発売 ISBN 978-4-3967-6403-6
  - 5 2009年2月7日発売 ISBN 978-4-3967-6453-1
  - 番外編 2015年7月8日発売 ISBN 978-4-3967-6644-3

## ムービーコミック
2015年8月24日よりスマートフォン向けのエンタメアプリ「UULA」にて、原作漫画をコマごとに分け、セリフや効果音を加えたムービーコミック『UULAマンガ』が配信されている。
キャスト
梅宮志乃 - 笹本菜津枝
菅原京志郎 - 鶴岡聡
成田あかり - 佐倉薫
天ちゃん - 岩崎了
正樹 - 望月英
主題歌
加治ひとみ「タイムマシン」

## 映画
2015年9月5日に公開。監督は田口トモロヲ、脚本は向井康介。PG12指定。

### キャスト
- 梅宮志乃 - 多部未華子
- 菅原京志郎 - 綾野剛
- オカマの天ちゃん - 松坂桃李
- ナナコ - 木村文乃
- 成田あかり - 光宗薫
- 内海正樹 - 柄本佑
- 川谷宏樹 - 菅田将暉
- 千葉賢章 - 峯田和伸
- 多田佑二 - 中村倫也
- 黒沢年子 - 安藤玉恵
- キンジ - 森岡龍
- ミツ - 小澤亮太
- 神田 - 山田キヌヲ
- 阿佐ヶ谷ロフトの店長 - 宮藤官九郎（友情出演）[4]
- 天ちゃん出演映画の監督 - 廣木隆一（友情出演）[4]

### スタッフ
- 原作 - ジョージ朝倉「ピース オブ ケイク」（祥伝社 フィールコミックス）
- 監督 - 田口トモロヲ
- 脚本 - 向井康介
- 音楽 - 大友良英
- 主題歌 - 「ピース オブ ケイク -愛を叫ぼう- feat.峯田和伸」（加藤ミリヤ）
- 助成 - 文化庁文化芸術振興費補助金
- 配給・宣伝 - ショウゲート
- 制作プロダクション - C&Iエンタテインメント
- 製作幹事 - ハピネット
- 製作 - 「ピース オブ ケイク」製作委員会（ハピネット、パルコ、ショウゲート、TBSサービス、ひかりTV、GYAO、C&Iエンタテインメント、祥伝社）

### 封切り
全国158スクリーンで公開され、2015年9月5、6日の初日2日間で興収5,279万9,000円、動員3万6,982人になり、映画観客動員ランキング（興行通信社調べ）で初登場第10位となった。

### 受賞
- 第7回TAMA映画賞 最優秀男優賞（綾野剛、『新宿スワン』ほかと合わせて）[6]
- 第25回日本映画プロフェッショナル大賞（2016年）[7]
  - 主演女優賞（多部未華子、『映画 深夜食堂』と合わせて）
- 第25回日本映画批評家大賞（2016年）
  - 主演女優賞（多部未華子）[8]

## 派生作品

### 舞台
劇中に登場する「劇団めばち娘」が実際に旗揚げされ、劇中劇である『ツチノコの嫁入り』が2015年9月17日から27日までCBGKシブゲキ!!で上演。作・演出は劇団鹿殺しの丸尾丸一郎が担当。映画とは異なるオリジナルキャスト10名とオーディション合格者10名がキャスティングされる予定だったが、実際の公演にはそれよりも多くの人数が出演している。
キャスト
- 天山広（天ちゃん） - 山本裕典
- 青年A・ツチヤカズノコ（千葉） - 阿部丈二
- 千草 - 菜月チョビ
- 薔薇ノ介 - 丸尾丸一郎
- ツチノコハンター・ゾフィー - 橘輝
- 地獄料理人・孫正子 - 傳田うに
- 道草アンジェリカ - 鷺沼恵美子
- 伝説のランナー・江崎走 - 浅野康之
- 二等兵 - 峰ゆとり
- チャンピオン・バッキャロー - 近藤茶
- ツチヤカホリ - 井端珠里
- ノコ - 黒須洋壬
- 三菱住友 - 佐伯大地
- ツチヤアイナ - 椙山聡美
- 大佐 - 常佳富大
- ツチヤタホ - 野村麻衣
- シリアルアイドル奇裸亜 - フォンチー
- 演出家・宮本／バター／マスクマン - 町田宏器
- 天山ママ／女王・土子 - 松野井雅
- ガンマン・歌舞伎町の蓮 - 水野駿太郎
- アナウンサー・朝舘一郎 - 守谷周人
- 源一郎 - 妻鹿益巳
- 山田桃子 - 木村綺那
- 天山愛 - 清川果林
- 自称勇者・山田花子 - 松尾珠花

スタッフ
- 作・演出 - 丸尾丸一郎
- 音楽 - 入交星士×オレノグラフィティ